# Julio C. Arroyo
Tte. Coronel Julio C. Arroyo fue un militar mexicano que participó en la Revolución mexicana. Nació en el puerto de Veracruz, a finales del siglo XIX. Se incorporó a la lucha constitucionalista en las filas de la División de Oriente, al mando del General Cándido Aguilar. Alcanzó el grado de teniente coronel. Desde 1915 fue comandante de Perote; ahí combatió a las fuerzas contrarrevolucionarias de Higinio Aguilar y Félix Díaz. Desempeñó diversas comisiones, como la organización de los contingentes de la División de Oriente en la Campaña contra Francisco Villa en El Bajío. 